# Eilema albicosta
Eilema albicosta är en fjärilsart som beskrevs av Alois Friedrich Rogenhofer 1894. Eilema albicosta ingår i släktet Eilema och familjen björnspinnare. Inga underarter finns listade i Catalogue of Life.